# Edward Maitland
Pour les articles homonymes, voir Maitland.
Edward Maitland, né le 24 octobre 1824 à Ipswich et mort le 2 octobre 1897 à Tonbridge, est un écrivain, féministe, spirite, végétarien et mystique anglais. Il est surtout connu pour sa très longue association, spirituelle, avec Anna Kingsford.

## Biographie

### Jeunesse et voyages
Fils d'un capitaine d'artillerie diplômé de Cambridge et devenu pasteur à Brighton, Edward Maitland, destiné par sa famille à devenir lui aussi pasteur, fut envoyé, après être allé dans une école privée de Brighton, faire ses études à Cambridge. Il entra au Caius College en avril 1843 et obtint son BA en 1847,.
Mais, il était en proie à des doutes religieux : il sentait qu'il avait une « mission à accomplir », mais qu'il ne pourrait le faire dans le cadre exigu de la religion anglicane même évangélique. Il préféra émigrer aux États-Unis en 1849. Il passa par les Caraïbes, le Panama et le Mexique. Il participa à la ruée vers l'or en Californie, trouva de l'or mais ne fit pas vraiment fortune. Il eut d'importantes expériences mystiques au contact de la nature. Il partit en Australie en 1852 pour y participer, à nouveau, à la ruée vers l'or,.
Il fut administrateur des biens de la couronne en Australie. Là, il épousa en 1855 Esther Bradley (1834–1856), fille d'un grand propriétaire terrien des New South Wales et petite fille de William Hovell. Ensemble, ils eurent un fils, Charles (1856–1901), mais Esther décéda dès 1856 de la tuberculose. Edward Maitland retourna au Royaume-Uni en janvier 1858 et ne s'occupa plus de son fils qui devint médecin à Bombay,.

### Écrivain et mystique
De retour en Grande-Bretagne, Edward Maitland devint écrivain professionnel. Il produisit de nombreux essais et pamphlets, mais il se fit surtout connaître pour ses publications dans divers journaux et magazines, dont The Spectator, The Examiner, l’Athenaeum, la Edinburgh Review, la Fortnightly Review, ou la Westminster Review. Son roman de 1868, The Pilgrim and the Shrine était largement autobiographique et lui valut d'excellentes critiques. Il fut reçu dans les cercles littéraires. Ses deux romans suivants eurent aussi du succès : The Higher Law en 1869 ou By and By en 1873 qui était un récit mystique situé dans une Afrique utopique. Ce livre attira l'attention d'Anna Kingsford, directrice et rédactrice en chef d'un magazine féminin : The Lady's Own Paper,.
Anna Kingsford, féministe, végétarienne et militante anti-vivisection, commença en 1874 des études de médecine à Paris. Algernon Kingsford, le mari de celle-ci, pasteur à Atcham, demanda à Maitland, alors âgé de 55 ans et devenu ami de la famille, d'accompagner sa femme à Paris, pour lui servir en quelque sorte de chaperon lorsqu'elle s'inscrivit à la faculté de médecine de Paris. L'année suivante, Maitland s'installa à Londres tandis qu'Anna Kingsford aménageait à Paris avec sa famille,. À la même époque, avec Anna Kingsford, Edward Maitland commença à s'intéresser au spiritisme. Il aurait d'abord reçu la visite de son père et d'autres de ses proches défunts. Cependant, il aurait ensuite pu communiquer avec Marc Aurèle, Saint Jean l'Évangéliste ou le prophète Daniel. Il découvrit aussi les techniques de méditation et tenta d'atteindre le centre même de sa conscience. Il réussit à voir le « grand Trône blanc du prophète de l'Apocalypse ». Il détermina que contrairement au concept du Nirvāna, la fin du cheminement spirituel n'était pas l'absorption de l'individu dans la divinité, mais l'individuation de la divinité. Il publia à l'automne 1877, The Soul and How It Found Me où il exposait le résultat de ses recherches mystiques. Il y inclut aussi des comptes rendus des « séances » qu'il fit avec Anna Kingsford, qu'il appelait dans l'ouvrage « The Seeress » ou « Mary » afin de respecter son anonymat. Il fit bien car le livre fut très vivement attaqué par les critiques, principalement en raison justement des comptes rendus de « séances ». Finalement à la demande d'Anna Kingsford, il retira l'ouvrage de la vente,.
En 1877, il publia son essai England and Islam, malgré les protestations de son frère, le pasteur Brownlow Maitland. Ce dernier en craignait les retombées politiques et remit en cause la santé mentale d'Edward Maitland. L'ouvrage critiquait la politique du gouvernement conservateur d'alors et soutenait ouvertement Gladstone dont il souhaitait l'arrivée au pouvoir.
À la fin de ses études de médecine en 1880, Anna Kingsford s'installa à Londres. Là, Edward Maitland et elle continuèrent leurs recherches ésotériques et mystiques. Ils adhérèrent à la Société théosophique en 1882. Kingsford devint présidente de la loge théosophique londonienne en 1883-1884. Ils la quittèrent cependant car ils étaient plutôt chrétiens mystiques alors que la théosophie était imprégnée de philosophies orientales. Ils fondèrent ensemble en 1885 l'Hermetic Society et publièrent leur propre version du Corpus Hermeticum. Après le décès d'Anna Kingsford, Edward Maitland aurait continué à recevoir les conseils de celle-ci. Il édita aussi la plupart des travaux de celle-ci. Il en écrivit aussi la biographie « autorisée ».
En 1896, il fit une grave dépression nerveuse (après avoir fini la biographie d'Anna Kingsford). Il perdit l'usage de la parole au début de 1897 et décéda  le 2 octobre 1897.

### Ouvrages d'Edward Maitland
- 1868 The Pilgrim and the Shrine, or, Passages from the Life and Correspondence of Herbert Ainslie, B. A., Cantab.
- 1869 The Higher Law
- 1873 By and By: an Historical Romance of the Future
- 1875 (avec Anna Kingsford) The Keys of the Creeds
- 1877 The Soul, and How It Found Me
- 1882 (avec Anna Kingsford) The Perfect Way; or, the Finding of Christ
- 1891 The Bible’s Own Account of Itself
- 1892 THE “NEW GOSPEL OF INTERPRETATION”: Being an Abstract of the Doctrine and a Statement of the Origin, Object, Basis, Method and Scope of the Esoteric Christian Union
- 1893 The Story of Anna Kingsford and Edward Maitland and of the New Gospel of Interpretation
- 1896 Anna Kingsford – Her Life, Letters, Diary and Work
- 1912 Addresses and Essays on Vegetarianism
- 1916 The Credo of Christendom: and Other Addresses and Essays on Esoteric Christianity

### Sources
- (en) Alan Pert, Red Cactus : The Life of Anna Kingsford, Alan Pert, 2006, 231 p. (ISBN 978-1-74018-405-2, lire en ligne)
- (en) Rosemary T. Van Arsdel, « Maitland, Edward (1824–1897) », Oxford Dictionary of National Biography,‎ 2004 (lire en ligne)